# Logarithmische Gammaverteilung
Die Logarithmische Gammaverteilung (auch Log-Gammaverteilung) ist eine stetige Wahrscheinlichkeitsverteilung. Die Heavy-tailed-Verteilung ist geeignet zur Modellierung von Schadensdaten im extremen Großschadenbereich der Industrie-, Haftpflicht-, Rückversicherung.

## Definition
Eine stetige Zufallsgröße {\displaystyle X} mit den Parametern {\displaystyle a>0} und {\displaystyle b>0} genügt der logarithmischen Gammaverteilung, wenn sie die Wahrscheinlichkeitsdichte
{\displaystyle f(x)={\begin{cases}{\dfrac {b^{a}}{\Gamma (a)}}x^{-(b+1)}(\ln x)^{a-1}&x\geq 1\\0&x<1\end{cases}}}
besitzt. Ihre Verteilungsfunktion lautet dann
{\displaystyle F(x)={\begin{cases}{\dfrac {\gamma (a,b\ln x)}{\Gamma (a)}}&x\geq 1\\0&x<1\end{cases}}},
wobei {\displaystyle \gamma (p,q)} die unvollständige Gammafunktion ist.

## Eigenschaften

### Erwartungswert
Für {\displaystyle b>1} ergibt sich der Erwartungswert zu
{\displaystyle \operatorname {E} (X)=\left(1-{\frac {1}{b}}\right)^{-a}}.

### Varianz
Die Varianz ergibt sich für {\displaystyle b>2} als
{\displaystyle \operatorname {Var} (X)=\left(1-{\frac {2}{b}}\right)^{-a}-\left(1-{\frac {1}{b}}\right)^{-2a}}.

### Variationskoeffizient
Aus Erwartungswert und Varianz erhält man sofort den Variationskoeffizienten
{\displaystyle \operatorname {VarK} (X)={\sqrt {\left(1+{\frac {1}{b(b-2)}}\right)^{a}-1}}}.

### Schiefe
Die Schiefe lässt sich für {\displaystyle b>3} geschlossen darstellen als
{\displaystyle \operatorname {v} (X)={\frac {\left({\frac {b}{b-3}}\right)^{a}-3\left({\frac {b^{2}}{(b-2)(b-1)}}\right)^{a}+2\left({\frac {b}{b-1}}\right)^{3a}}{\left(\left({\frac {b}{b-2}}\right)^{a}-\left({\frac {b}{b-1}}\right)^{2a}\right)^{\frac {3}{2}}}}}.

### Momente
Es existieren nur die Momente der Ordnung kleiner als {\displaystyle b}.

### Produkte von logarithmisch Gamma-verteilte Zufallsvariablen
Sind {\displaystyle X_{1}\sim {\mathcal {LG}}(p_{1},b)} und {\displaystyle X_{2}\sim {\mathcal {LG}}(p_{2},b)} unabhängige logarithmisch gammaverteilte Zufallsgrößen
dann ist auch das {\displaystyle X_{1}\cdot X_{2}} logarithmisch gammaverteilt, und zwar
{\displaystyle X_{1}\cdot X_{2}\sim {\mathcal {LG}}(p_{1}+p_{2},b).}
Allgemein gilt: Sind {\displaystyle X_{i}\sim {\mathcal {LG}}(p_{i},b)\quad i=1,\ldots ,n} stochastisch unabhängig dann ist
{\displaystyle \prod _{i=1}^{n}X_{i}\sim {\mathcal {LG}}(p_{1}+\dotsb +p_{n},b).}
Somit bildet die logarithmische Gammaverteilung eine multiplikative Faltungshalbgruppe in einem ihrer beiden Parameter.

## Beziehung zu anderen Verteilungen
In der Versicherungsmathematik wird die Verteilung der Anzahl der Schäden häufig mit Hilfe
von Poisson-, negativ Binomial-
oder logarithmisch verteilten Zufallsvariablen modelliert.
Zur Beschreibung der Schadenshöhe eignen sich dagegen die
Gamma-, logarithmische Gamma- oder
logarithmische Normalverteilung.

### Beziehung zur Gammaverteilung
Wenn die Zufallsvariable {\displaystyle X} Gamma-verteilt ist, dann ist {\displaystyle Y=e^{X}} Log-Gamma-verteilt.

### Beziehung zur Paretoverteilung
Die Paretoverteilung mit den Parametern {\displaystyle k} und {\displaystyle x_{\mathrm {min} }=1} entspricht der Log-Gammaverteilung mit den Parametern {\displaystyle a=1} und {\displaystyle b=k}.